# Ghislenus Scheppers
Ghislenus Scheppers (Brugge, ca. 1630 - 1684 of 1687) was een rederijker en dichter in Brugge.

## Levensloop
Scheppers begon als knaap al te dichten. Hij werd een actieve rederijker en dichter. Hij trad toe tot de rederijkerskamers onder de kenspreuk Bemint uwen Schepper. Hij vermeldde zichzelf als Brugs stadsdichter.
Hij werd lid van de Hoofdkamer van de Heilige Geest waar hij in 1658 benoemd werd tot Prince van Genouchte ofte Vermaeck.
Hij werd ook bevriend met rederijkers uit andere steden. Zo onderhield hij een drukke correspondentie met Jacob Cats, die hij ook aan huis ging bezoeken. In Brugge zelf was hij bevriend met Jan Lambrecht (1626-1690), griffier en nadien 'Prinse van Eere' van de H. Geestkamer.
Hij trad toe tot de in 1670 in Sint-Michiels opgerichte Rederijkerskamer van het Heilig Kruis. Hij ondertekende mee het reglement dat de vereniging organiseerde. Hij kwam er op voor met de vermelding dat hij dichtmeester of  kunstrechter was.
Scheppers was in zijn tijd een verdienstelijk en productief dichter. Zijn gedichten hebben weinig literaire waarde, maar worden nu en dan geciteerd in een historisch verband.

## Publicaties
- Vlaemsche vrede-feeste, bysonderlick ghehouden ende vertoont door die van Brugge ende 't Collegie 's Landts van den Vrye, in de triumphelicke vieringhe ende vreughtslof op Mars sterfdach, mits de publicatie van den langh-verwachten pays tusschen beyde de katholijcke kroonen van Spaignen en Vranckrijck ontstaen door het koninglick houwelick: uytghestemt door den hemelschen Mercurius aen de Hooghmogende Opper-leden 's Landts van Vlaenderen, Gendt, Brugge, Ipere en 't Vrye, door verscheyden ghedichten en blyé ghesangen, ghecomponeert by Gheleyn Scheppers tot Brugge, Brugge, L. Van den Kerchove, 1660
- Ghy siet hier de Lanckverhoopte Kermisfeest van Brugge, herstelt tot blijdschap derselve beroemde Mari stede, om te vereeren het alderhooghweerdighste dierbaer vergoten H. Bloedt Jesu Christi, omghedraeghen op den derden Meye 1670, nu verciert met verscheyde saemenspraecken ende liedekens, naer het leven ghetreft ende afghebeelt door Reusen, Fortuyne, Balletten, Pellicaen, Hemel en Helle, in rym ghestelt door Gheleyn Scheppers, Brugge, L. Van den Kerchove, 1670.
- Spieghel voor den levenden, uytghebeelt door de dood, het oordeel, de helle ende de hemelsche glorie, Brugge, Pieter Van Pee, 1685.
- Korte beschrijvinghe van het H. Bloed Ons Heeren Jesu Christi.Met een omstandig verhael hoe en door wie het selve is ghebraght in de stadt Brugghe, Brugge, Pieter Van Pee, 1686 (postuum).